# ヴィンチェンツォ・ブリガンティ
ヴィンチェンツォ・ブリガンティ（Vincenzo Briganti、1766年6月7日 - 1836年4月5日）はイタリアの医師、博物学者、菌学者である。
カンパニア州のサルヴィテッレで生まれた。13歳でサレルノに移り、哲学と数学を学んだ後、ナポリ大学で医学と博物学を学んだ。1789年に医学の課程を修了するが、自然科学に関する情熱から、ナポリ王国内の各地の植物や昆虫の収集を行った。1800年代の初めに最初の植物学の論文を発表した。
1809年に植物学の准教授に任じられ、薬用植物の研究を行った。その後、息子のフランチェスコ（Francesco Briganti）と菌類の分野の研究に取り組み、その成果は、没後、息子のフランチェスコ・ブリガンティによって、「ナポリ王国の菌類誌」 "Historia fungorum Regni Neapolitani"として出版された。
レプトスファエリア科の菌類の属名、Brigantiellaに献名された。